# Johann Anton Leonhard Michl
Johann Anton Leonhard Michl   (1716 - 1781) fou un organista i compositor alemany, pertanyent a la nissaga Michl.
Va ser enviat a Graz i Viena per a la seva formació musical, encara que probablement va tenir algunes lliçons dels seus dos germans Ferdinand i Johann. Va trobar feina entre els jesuïtes a Leoben com a organista, tot i que hi va romandre només cinc anys, tornant a Neumarkt com a successor del seu pare a l'església local. La seva música mai no ha estat estudiada, tot i que sembla haver escrit una sèrie de misses i d'altres obres sagrades.